# Einhard-Gymnasium
Das Einhard-Gymnasium Aachen ist ein städtisches Gymnasium im Stadtteil Aachen-Burtscheid, das unter dem Namen Kaiser-Wilhelm-Gymnasium am 1. Mai 1886 eröffnet wurde.

## Aufbau und Entwicklung bis 1914
Auf Initiative der Aachener und Münchener Feuerversicherungsgesellschaft, einer Vorläufergesellschaft der späteren AachenMünchener und heutigen Generali Deutschland, wurde bereits am 27. April 1881 dem damaligen Regierungspräsidenten Otto von Hoffmann angetragen, auf Grund einer stetig wachsenden Gesellschaft mit erhöhtem Bildungsbedarf, für die Jugend der Städte Aachen und Burtscheid, das zur damaligen Zeit noch eine eigenständige Stadt war, ein gemeinsames neues Gymnasium für Jungen zu errichten. Zu verdanken hatte man diese Initiative aber letztendlich dem Gründer der Aachener Feuerversicherungsgesellschaft, David Hansemann (1790–1864), der 1824 bei der Gründung dieses Unternehmens festgelegt hat, dass die Hälfte des jährlichen Gewinns über seinen Trägerverein, den Aachener Verein zur Beförderung der Arbeitsamkeit, für derartige soziale Projekte zur Verfügung stehen solle. So hatte die Direktion und der Verwaltungsrat unter dem Vorsitz des Landgerichtsassessors a. D. und Justitiars Robert von Görschen zusammen mit dem Bürgermeister Carl Eduard Dahmen, dem Geheimen Kommerzienrat Leopold Scheibler, dem Kommerzienrat Robert Kesselkaul sowie den Tuchfabrikanten Konrad Starz, Emil Lochner und Franz Carl Freiherr von Nellessen und anderen, der Königlichen Staatsregierung die Zusage für rund 300.000 Goldmark für das neue Schulprojekt gegeben. Damit konnten nun die erforderlichen Grundstücke, damals noch auf Aachener Gebiet in der Lothringer Straße, erworben und der Bau in Auftrag gegeben werden. Am 1. Mai 1886 wurde die Schule unter dem Namen „Kaiser-Wilhelm-Gymnasium“ von dem ersten Schulleiter Geheimrat Regel feierlich eröffnet. Auch in den Folgejahren versiegten die Zuschüsse aus dem Topf der Versicherungsgesellschaft nicht und somit konnten unter anderem noch zusätzlich Dienstwohnungen und ein Sportareal erworben werden. Schüler des Gymnasiums waren u. a. auch Gründer des Fußballklub Aachen, des Vorläufers von Alemannia Aachen.

## 1914–1947

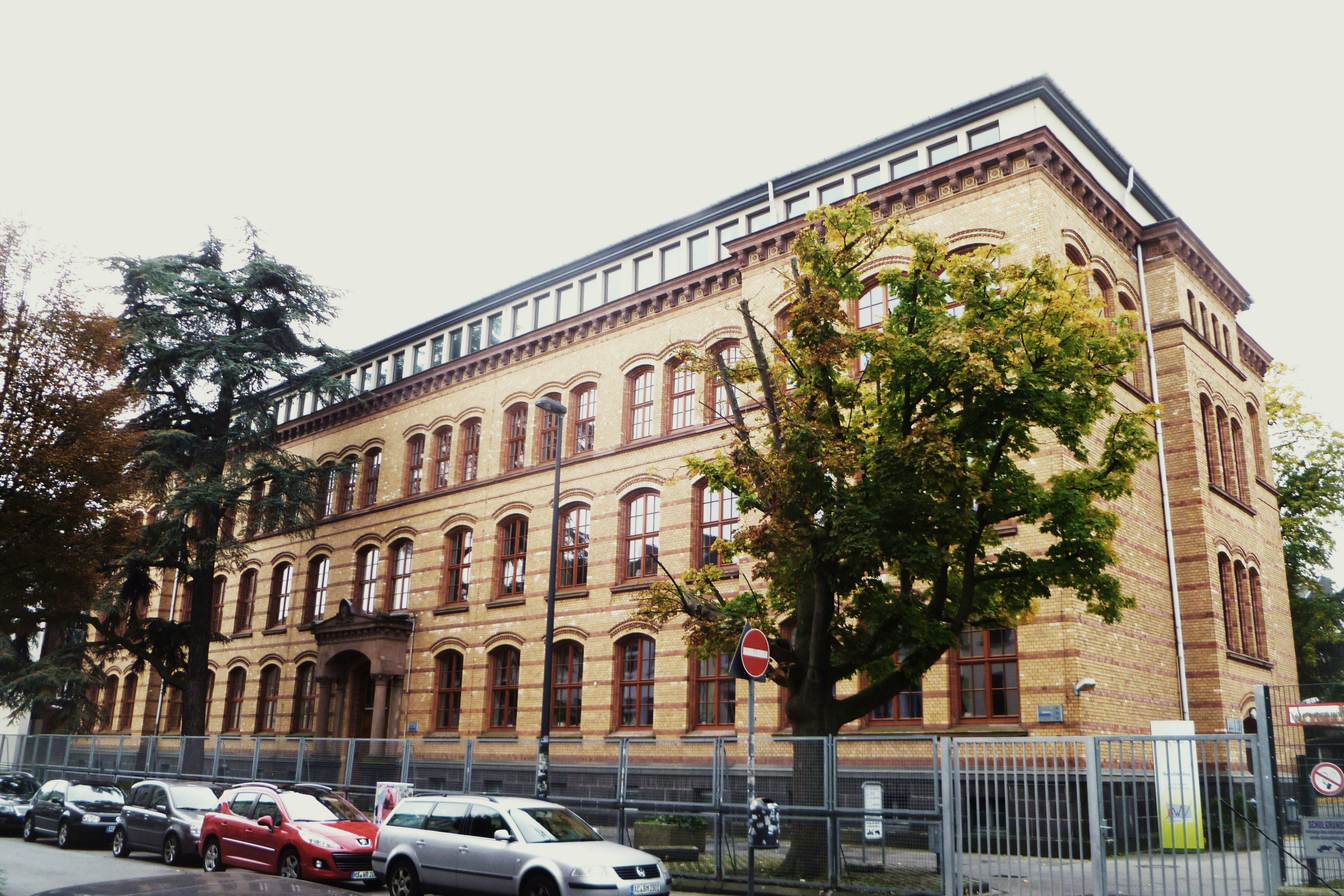
Ehemaliges Kaiser-Wilhelm-Gymnasium Lothringer Straße, heute Berufskolleg für Wirtschaft und Verwaltung

Mit Beginn des Ersten Weltkriegs kam es auch am Kaiser-Wilhelm-Gymnasium zu erheblichen Veränderungen. Viele Schüler und Lehrer wurden zum Militärdienst eingezogen und verloren dabei ihr Leben. Eine Gedenktafel, wiederum gestiftet von der Aachener und Münchener Feuerversicherungsgesellschaft, erinnert an die Opfer. 1919 konfiszierte das belgische Militär die Schule und richtete dort eine Ecole Belge ein. Acht Schülergenerationen mussten daher auf andere Aachener Schulen verteilt werden. Erst 1930 konnte das Stammhaus wieder zurückerworben werden. So wurde die Schule nach eingehender Renovierung und Sanierung durch den neuen Schulleiter und Altphilologen Ludwig Mader am 29. November 1930 zum zweiten Male feierlich eröffnet. Bereits ab 1929 wurde von der Versicherungsgesellschaft erneut eine Stiftungssumme zur Verfügung gestellt, die diesmal ausschließlich für die Förderung begabter Schüler vorgesehen war. Hier beschritt die Schule eine Vorreiterrolle der sie auch später in der Neuzeit treu bleiben sollte.
Mit Beginn des Nationalsozialismus kam es erneut zu Einschränkungen, indem das Gymnasium durch die nationalsozialistische Kulturbehörde zur achtjährigen Kaiser-Wilhelm-Oberschule für Jungen heruntergestuft wurde. Als während des Zweiten Weltkrieges aufgrund der amerikanischen Bombenangriffe die Evakuierung der Bevölkerung Aachens erforderlich wurde, erfolgte die Verschickung der jüngeren Jahrgänge der Schule unter Begleitung des Studienrats Paul Adenaw ins Sudetenland, wo sie weiter unterrichtet wurden. Alle 15-jährigen Schüler wurden im Jahr 1943 als Flakhelfer eingesetzt. Die Schule wurde bei den Angriffen schwer zerstört und der offizielle Schulbetrieb bis 1946 eingestellt. Im letzten Kriegsjahr brachte Paul Adenaw aus Furcht vor den ins Sudetenland einrückenden Russen unter größter Opferbereitschaft die Schüler wieder nach Aachen zurück.

## 1947 bis heute
Nach den Kriegswirren wurde die Schule in Gedenken an den fränkischen Gelehrten am Hofe Karls des Großen, Einhard, auf den neuen Namen Einhard-Gymnasium umgetauft und als staatliches neusprachliches Gymnasium durch Direktor Karl Samans zum dritten Male eröffnet. Die ersten Jahre waren dabei dem Wiederaufbau und der Erweiterung gewidmet. In der Folgezeit zeigte sich aber, dass das Gymnasium, welches ursprünglich nur für ca. 350 Schüler konzipiert worden war, den neuen Anforderungen durch stetig steigende Schülerzahlen und auf Grund der Aufnahme von Mädchen sowie von Realschulabsolventen nicht mehr gewachsen war. Es wurde daher Ende der sechziger Jahre beschlossen, auf dem Heißberg in Aachen-Burtscheid ein neues Grundstück im Anschluss an den Heißbergfriedhof Burtscheid/Aachen zu erwerben und dort einen modernen Neubau zu errichten. Vorher befand sich seit 1911 auf dem Gelände das Wohnhaus mit bis heute erhaltenem Teich und altem Baumbestand des Tuchfabrikanten Friedrich Erckens, dem Besitzer der Ellermühle, das unter dem Namen Villa Wäldchen bekannt war. 1938 verkaufte sein Enkel Maximilian das Haus, das danach als Offiziersheim und nach dem Zweiten Weltkrieg als Notunterkunft unter dem volkstümlichen Namen Villa Lustig diente. Im Juli 1973 wurde schließlich das neue Schulgebäude, das nun gleichzeitig in die Trägerschaft der Stadt Aachen übergegangen war, vom neuen Leiter Franz Seewald eingeweiht.
Heutzutage ist die Schule als vierzügiges (je nach Nachfrage auch drei- oder fünfzügiges) Jungen- und Mädchengymnasium einerseits durch sein neusprachliches, andererseits durch sein naturwissenschaftliches Profil geprägt. Die ca. 1100 Jugendlichen werden von ca. 90 Lehrkräften in einem nach wie vor sehr modernen, funktionalen Gebäude mit exzellenter sachlicher Ausstattung unterrichtet. Wie bereits im Jahr 1929 zeigte sich die Schule auch Anfang des 21. Jahrhunderts wieder als Vorreiter für die Begabtenförderung. Noch bevor das Abitur nach zwölf Jahren flächendeckend für alle gymnasialen Jahrgänge eingeführt worden war, verfügte das Gymnasium als erste Schule in Stadt und Kreis Aachen bereits über eine Profilklasse, in der begabte und besonders lernmotivierte Jugendliche die Schulzeit um ein Jahr verkürzen konnten. Die Förderung solcher Schüler wurde in einem speziellen, erweiterten Bildungsgang (Fachprofilklassen) auch im G8-Bildungsgang weiterhin als Profilmerkmal dieses Gymnasiums fortgesetzt, jedoch ohne Schulzeitverkürzung. Für das Schuljahr 2023/2024 ist die Schule als Bündelungsgymnasium ausgewiesen.
Seit dem Schuljahr 2016/2017 wurde das Projekt stufenweise durch den neuen, deutsch-englisch bilingualen Bildungsgang ersetzt. Dieser beinhaltet erweiterten Englischunterricht in der 5. und 6. Klasse und ab der 7. Klasse die Möglichkeit gesellschaftswissenschaftliche oder naturwissenschaftliche Sachfächer in bilingualem Unterricht zu erlernen. Bei erfolgreicher Fortführung auch in der gymnasialen Oberstufe besteht zusätzlich die Möglichkeit, das bilinguale Abitur abzulegen.
Durch spezielle Angebote einer Zusammenarbeit mit Partnerschaftsfirmen oder den Möglichkeiten an Schüler- oder Sommerakademien Junior- teilzunehmen oder als Jungstudent bereits Vorlesungen an der Hochschule zu erhalten, können die Jugendlichen entsprechend den heutigen Anforderungen der Wirtschaft im Bereich der Naturwissenschaften in besonderer Weise gefördert werden. Seit 2001 ist die Schule deswegen als MINT-EC Schule (Mathematik / Informatik / Naturwissenschaften / Technik) regelmäßig zertifiziert worden.
Auch globale Partnerprojekte wie beispielsweise das europäische Bildungsprojekt „Comenius-Programm“ oder die „Model United Nations“ in den Haag sowie verschiedene wissenschaftliche Wettbewerbe und zahlreiche Schüleraustausche dienen zur allgemeinen Erweiterung der Kenntnisse und Fähigkeiten. Das damit verknüpfte, umfassende Angebot, moderne Fremdsprachen erlernen zu können führte 2009 zur Anerkennung als „Europaschule NRW“. In diesem Zusammenhang konnte das Einhard-Gymnasium bisher zweimal den Brigitte-Gilles-Preis gewinnen, zunächst im Jahr 2007 mit dem Projekt fit for study – Stufe 12, bei dem Schülerinnen der Jahrgangsstufe zwölf in Naturwissenschaften und Technik für ein Studium in diesen Bereichen vorbereitet werden, und erneut im Jahr 2013 mit dem Projekt Mädchen lernen MINTeinander.
Da die Gelder seitens des langjährigen Förderers AachenMünchener Versicherungs-AG nicht mehr so üppig flossen, gründete sich 1968 ein Förderverein zur Unterstützung der materiellen und ideellen Förderung der Schule und der Schüler, um jeden zu unterstützen, der von Hause aus nicht in der Lage ist, die nötigen Gelder für die verschiedenen Aktivitäten und Anforderungen aufzubringen. Auch die herausragende Ausstattung der Schule trägt die Handschrift des Vereins der Freunde und Ehemaligen.
Darüber hinaus ist die Schule Mitglied in der Walter-Hasenclever-Gesellschaft und vergibt gemeinsam mit dieser Gesellschaft, der Stadt Aachen, dem Aachener Buchhandel sowie dem Deutschen Literaturarchiv Marbach im Zweijahresrhythmus den Walter-Hasenclever-Literaturpreis der Stadt Aachen. Im Rahmen einer Literaturpreis-AG wurden bisher folgende Preisträger ins Gespräch mit den Schülerinnen und Schülern in der Aula gebracht, jeweils am Montag nach der sonntäglichen Preisverleihung: Christoph Hein (2008), Michael Lentz (2012), Michael Köhlmeier (2014), Jenny Erpenbeck (2016), Robert Menasse (2018) und Marica Bodrožić (2020).

## Schul- und Wirtschaftspartnerschaften
- Haberdashers’ Aske’s Hatcham College, London
- Court Moor School, Fleet
- Lycée Fabert, Metz[8]
- XVII Liceum Ogólnokształcące im. Andrzeja Frycza Modrzewskiego, Warschau[9]
- Liceo Scientifico „E. Curiel“, Padua
- Caritas Aachen
- Grünenthal Pharma GmbH, Aachen
- Compagnie de Saint-Gobain, Aachen
- ThyssenKrupp Steel AG, Duisburg
- RWTH Aachen

## Bekannte Lehrer
- Werner Hickel (* 1967), Germanist und Freier Autor
- Ludwig Mader (1883–1956), Altphilologe und von 1925 bis 1945 Direktor am Einhard
- Doro May (* 1953), Germanistin und Schriftstellerin
- Michael Leisgen (* 1944), Kunsterzieher

## Bekannte Schüler
- Christian Berger (* 1951), Musikwissenschaftler
- Fritz Bergerhoff (1896–1956), Bürgermeister von Lindlar
- Dieter Bischoff (* 1946), Strafverteidiger und Unternehmer
- Elena Bongartz (* 1988), Schwester von David Garrett, Songwriterin und Pianistin
- Joseph Breuer  (1874–1953), Kommunalpolitiker
- Edgar Brunner (* 1943), Statistiker und Hochschullehrer
- Hugo Cadenbach (1874–1943), Landgerichtsrat und Unternehmer
- Hugo Cadenbach (1916–2000), Privatbankier und Diplomat
- Helmut A. Crous (1913–1993), Journalist, Archivar und Kunstsammler sowie Förderer des Aachener Karnevals
- Hans Ehrenberg (1922–2004), Physiker, langjähriger Direktor des Instituts für Kernphysik in Mainz
- Sven Effert (1922–2000), Kardiologe und Direktor der Medizinischen Klinik I am Universitätsklinikum Aachen
- Christoph Eschenbach (* 1940), Pianist und Dirigent
- Benjamin Fadavian (* 1990), Kommunalpolitiker und Bürgermeister von Herzogenrath
- Roland Freisler (1893–1945), Präsident des Volksgerichtshofs
- David Garrett (* 1980), Violinist
- Holger Green (* 1951), Diplomat und deutscher Botschafter im Jemen
- Carl von Halfern (1873–1937), Oberpräsident von Pommern
- Walter Hasenclever (1890–1940), Schriftsteller
- Norbert Hermanns (* 1959), Unternehmer
- Wilhelm Leopold Janssen (1891–1945), Landrat des Landkreises Aachen
- Dieter Junghans, (* 1959), Diplom-Kaufmann und CEO der Unternehmensgruppe Pro Idee
- Julius Talbot Keller (1890–1946), Jurist, Landwirt und expressionistischer Lyriker
- Philipp Keller (1891–1973), Arzt und Schriftsteller
- Andreas Knack (1886–1956), Krankenhausdirektor und Abgeordneter der Hamburgischen Bürgerschaft
- Ewald Mataré (1887–1965), Bildhauer, Grafiker und Maler
- Milo Pablo Momm (* 1977), Opernregisseur und Choreograf
- Bernd Monheim (1933–2010), Schokoladenfabrikant
- Franz-Josef Lersch-Mense (* 1952), politischer Beamter und Chef der Staatskanzlei NRW
- Jürgen Linden (* 1947), ehemaliger Oberbürgermeister und Präsidiumsmitglied des Deutschen Städtetages
- Karl Otten (1889–1963), Schriftsteller und Pazifist; Freund Walter Hasenclevers
- Carl Arthur Pastor (1885–1960), Bankier und Versicherungsunternehmer
- Herbert Salber (* 1954), Diplomat und Botschafter
- Ulla Schmidt (* 1949), SPD-Politikerin, Bundesministerin für Gesundheit und Soziales (2001–2009)
- Alfred Seyler (1880–1950), Kunsthistoriker
- August Stramm (1874–1915), Dichter des Expressionismus
- Edwin Suermondt (1883–1923), Jurist, Kunsthistoriker und Kunstsammler
- Erich Trefftz (1888–1937), Mechaniker und Mathematiker
- Kristina Ziemons (* 1984), Duo- und Triathletin sowie Leichtathletin
- Erich Zurhelle (1881–1952), Gynäkologe und Ärztlicher Direktor am Luisenhospital Aachen